# Eburia stigma
Eburia stigma är en skalbaggsart som först beskrevs av Olivier 1795.  Eburia stigma ingår i släktet Eburia och familjen långhorningar.
Artens utbredningsområde är:
- Bahamas.
- Belize.
- Costa Rica.
- Kuba.
- Guatemala.
- Haiti.
- Honduras.
- Nicaragua.

Inga underarter finns listade i Catalogue of Life.